# William Alison
William Pulteney Alison FRSE FRCPE FSA (Scot) (Burghmuirhead, 12 de novembro de 1790 — Colinton, 22 de setembro de 1859) foi um médico, reformador social e filantropo escocês. Foi um distinto professor de medicina na Universidade de Edimburgo. Serviu como presidente da Sociedade Médico-Cirúrgica de Edimburgo (1833), presidente do Colégio Real de Médicos de Edimburgo (1836-1838), e vice-presidente da British Medical Association, convocando sua reunião em Edimburgo em 1858.

## Juventude
Alison era o filho mais velho do reverendo Archibald Alison e de Dorothea Gregory; o irmão mais velho do advogado Archibald Alison; e afilhado de Laura Pulteney, 1ª Condessa de Bath. Em sua juventude, escalou o Monte Branco e outras montanhas como passatempo e em 1811 graduou-se em Medicina pela Universidade de Edimburgo. Foi aluno do amigo de seu pai, Dugald Stewart, e por um tempo tentou seguir uma carreira em Filosofia, em vez de Medicina.
Seu tio foi o professor James Gregory e seu primo, o professor William Gregory.

## Preocupação com os pobres
Impressionado com a pobreza que encontrou, Alison buscou defender os pobres na Escócia, indo além da ajuda apenas aos doentes e enfermos para incluir também o pobre saudável. Esta foi uma atitude radical uma vez que a ética da época era a de recusar ajuda aos pobres considerados seres indolentes e pecadores.
Alison propôs usar as Leis dos Pobres Escoceses para aliviar a pobreza como um meio de abrandar a doença, mas os comissários das Leis dos Pobres apoiaram a posição do reformador inglês Edwin Chadwick, de que a doença era causada pela sujeira e miasmas. Alison acreditava na teoria do contágio da doença, afirmando que a sua propagação era facilitada pela pobreza e pela superpopulação. Argumentou que a pobreza era consequência de fatores sociais, não do pecado e da preguiça, e que os salários mais altos deveriam ser pagos aos trabalhadores para reduzir a doença, reduzindo o efeito da superlotação e da miséria. Ao declarar um caso de luta contra a doença que parecia estar fora do controle da medicina contemporânea, Alison foi um pioneiro da medicina "política", bem como da epidemiologia social e da saúde pública.
Em sua publicação de 1840, Observações sobre a gestão dos pobres na Escócia, e seus efeitos sobre a saúde nas cidades grandes, Alison argumentou que o governo e suas agências tinham um papel importante na diminuição da pobreza e que esta tarefa não deveria ser deixada a cargo de grupos religiosos ou instituições de caridade privada. Defendeu a utilização das taxas públicas para ajudar viúvas, órfãos e os pobres desempregados, e criticou o governo por ignorar aqueles que estavam aptos, porém empobrecidos. As conclusões da Comissão Real de 1844 sobre as Leis dos Pobres (Escócia) deu apoio ao ponto de vista de Alison.
Alison promoveu a medicina social preventiva e iniciou um programa para vacinar as crianças contra a varíola, e fundou o Conselho da Febre de Edimburgo para combater as epidemias. Defendeu o diagnóstico rápido da doença e, quando fosse considerada contagiosa ou infecciosa, recomendou a fumigação e a ventilação da residência e a internação imediata do paciente. Seus métodos frutificaram durante a epidemia de cólera de 1831-1832, segundo o qual Edimburgo tomou medidas imediatas e eficazes para mitigar o surto sem aguardar instruções de Londres.
Ao defender firmemente a intervenção do governo para diminuir a pobreza como um meio para combater a doença, Alison esteve à frente de seu tempo, mas viveu para ver a opinião pública se aproximar de suas iniciativas.

## Vida pessoal
Alison se casou com sua prima Margaret Craufurd/Crawford Gregory (1809-1849), filha de James Gregory em 1832; não tiveram filhos.
Ataques de epilepsia forçaram-no se aposentar em 1856, e morreu em Colinton em 22 de setembro de 1859. Foi sepultado no Cemitério de São João Evangelista em Edimburgo.

## Obras
- Outlines of physiology (1831)
- Observations on the management of the poor in Scotland and its effect on the health in the great towns. Alison WP. Edinburgh: Blackwood, 1840.
- Obituary notice. The late Dr Alison. Jornal Médico de Edimburgol 1859; 5:469–86.
- William Pulteney Alison. Pitman J . Proc R Coll Physicians Edinburgh 1989;19:219–24.[Medline]
- History of the Royal College of Physicians of Edinburgh. Craig WS. Oxford: Blackwell Scientific, 1976.
- Observations on the Famine of 1846–47 in the Highlands of Scotland and in Ireland, in Illustrating the Connection of the Principle of Population with the Management of the Poor (1847) W.P. Alison Edinburgh, 1857.
- Remarks on the Report of Her Majesties Commissioners on the Poor Laws of Scotland W. P. Alison, Edinburgh, 1844.
- William Pulteney Alison (1790–1859) a Scottish social reformer. I Milne, Chefe de Biblioteca e Serviços de Informação, Royal College of Physicians de Edimburgo. Revista de Epidemiologia e Saúde Comunitária 2004; 58:887. BMJ Grupo Editorial Ltd